# Teatro del Oeste de la guerra de Secesión

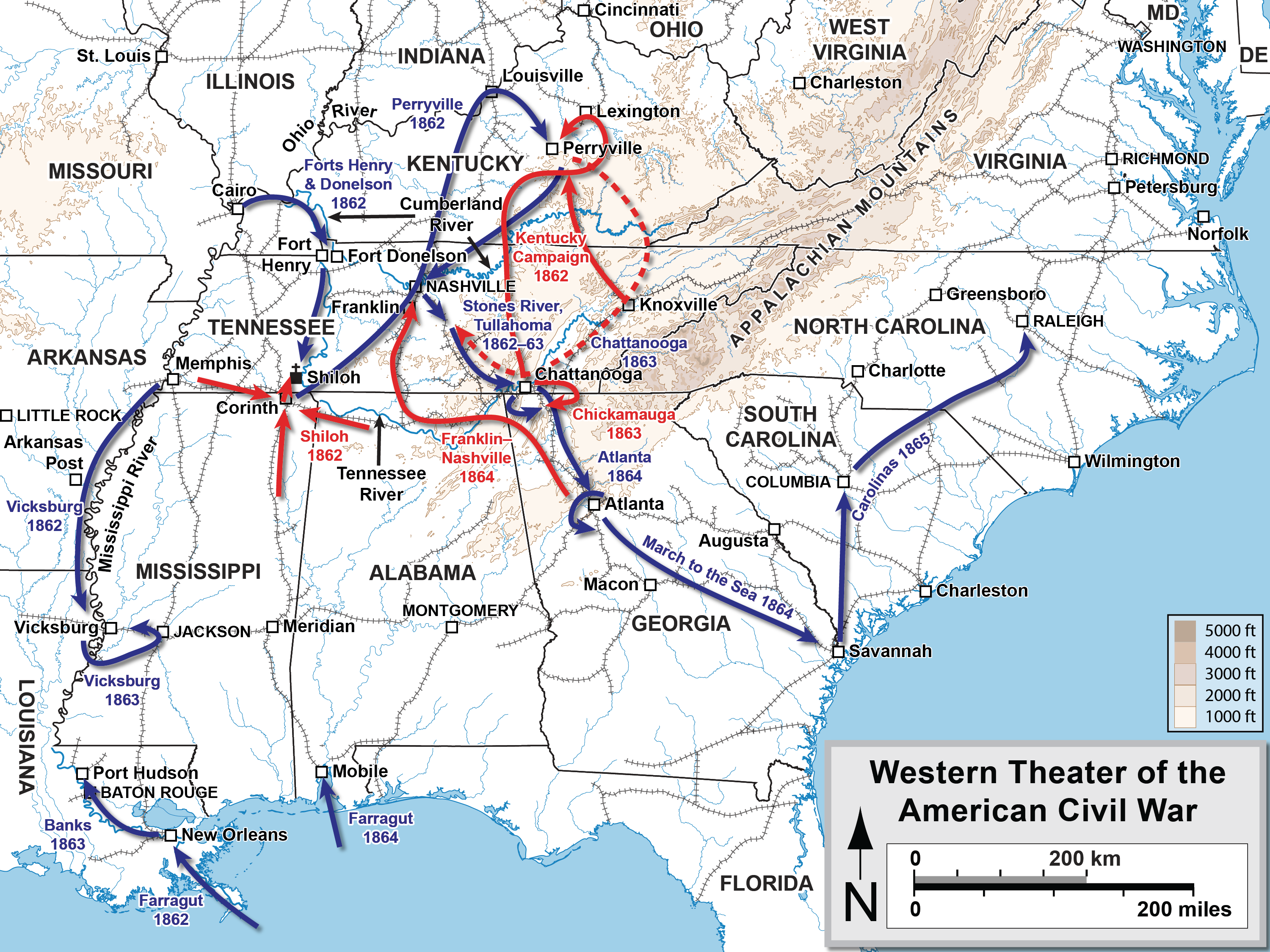
Mapa del teatro occidental (1861—1865)
Confederado
Unión

El teatro occidental de la guerra civil estadounidense abarcó importantes operaciones militares en los estados de Alabama, Georgia, Florida, Misisipi, Carolina del Norte, Kentucky, Carolina del Sur y Tennessee, así como en Luisiana al este del río Misisipi. Las operaciones en las costas de estos estados, a excepción de la bahía de Mobile, se consideran parte del teatro de operaciones de la costa baja. La mayoría de las demás operaciones al este de los Apalaches forman parte del teatro de operaciones oriental. Las operaciones al oeste del río Misisipi se llevaron a cabo en el teatro de operaciones trans-Misisipi.
El teatro occidental sirvió como vía de operaciones militares para los ejércitos de la Unión, que se dirigían directamente al corazón agrícola del sur a través de los principales ríos de la región (el Misisipi, el Tennessee y el Cumberland). La Confederación se vio obligada a defender una zona enorme con recursos limitados. La mayoría de los ferrocarriles iban de norte a sur, en lugar de este a oeste, lo que dificultaba el envío de refuerzos y suministros confederados a las tropas que se encontraban más alejadas de las zonas más pobladas e industrializadas de la Confederación oriental.
Las operaciones de la Unión comenzaron con el intento de asegurar Kentucky en manos de la Unión en septiembre de 1861, ya que más de la mitad de Kentucky estaba bajo control confederado a fines de 1861 y principios de 1862. El Ejército de Tennessee del mayor general Ulysses S. Grant tuvo éxitos tempranos en Kentucky y el oeste de Tennessee en 1861 y 1862, capturando las importantes ubicaciones estratégicas de los fuertes Henry y Donelson. El Ejército de Tennessee y el Ejército de Ohio derrotaron al Ejército Confederado de Misisipi, comandado por el general Albert Sidney Johnston, en la Batalla de Shiloh, expulsándolo del oeste de Tennessee y posteriormente marchando hacia Misisipi y capturando Corinth. Las tropas de Grant marcharon hacia Vicksburg y capturaron la ciudad en 1863. Mientras tanto, el Ejército de Ohio tuvo éxito bloqueando una invasión confederada de Kentucky y ganando el control de grandes extensiones de Tennessee en la Batalla de Stones River y la Campaña de Tullahoma de 1863 mientras luchaba contra el Ejército Confederado de Tennessee, cuyo comandante, Braxton Bragg, fue criticado a menudo por una aparente falta de habilidad militar. 
El ejército de la Unión fue detenido brevemente en su invasión de Georgia en la Batalla de Chickamauga, y sitiado en Chattanooga. Grant, ahora al mando de la recién creada División Militar del Misisipi, tomó el mando y recibió refuerzos del Ejército de Tennessee, así como del Ejército del Potomac oriental. El asedio de Chattanooga se levantó en noviembre de 1863. Después de su ascenso por Abraham Lincoln a General en Jefe, Grant puso al mayor general William Tecumseh Sherman a cargo de los ejércitos combinados. Chattanooga sirvió como plataforma de lanzamiento para que Sherman capturara el centro ferroviario confederado de Atlanta y marchara hacia el Atlántico, infligiendo un importante golpe logístico y psicológico a la Confederación. Después de llegar al océano, Sherman invadió las Carolinas. Las operaciones en el teatro occidental concluyeron con la rendición de las fuerzas sureñas a los ejércitos de la Unión en Carolina del Norte y Florida en mayo de 1865, tras la rendición del general Robert E. Lee a Grant en la Batalla de Appomattox.
Cuando recibió la noticia de la rendición de Lee y Johnston, el teniente general Richard Taylor, comandante del Departamento Confederado de Alabama, Misisipi y Luisiana Oriental, entregó sus fuerzas a Canby el 4 de mayo, mientras que Forrest entregó formalmente sus fuerzas el 9 de mayo. La caballería de Wilson tomó oficialmente el control de Tallahassee, Florida, el 20 de mayo, la última capital del estado confederado al este del Misisipi en ser capturada, completando así las operaciones del Teatro Occidental. Un destacamento de la caballería de Wilson capturó al presidente confederado Jefferson Davis el 10 de mayo cerca de Irwinville, Georgia.
El teatro occidental suele recibir menos atención que el teatro oriental. Esto tiene mucho que ver con la mayor proximidad de la acción en el este a las capitales y a los principales centros de población. Sin embargo, algunos historiadores lo consideran el teatro más importante de la guerra. Mientras que el teatro oriental permaneció esencialmente en un punto muerto hasta 1864, las tropas de la Unión en el oeste, a partir de 1861, pudieron rodear y hacer retroceder a las tropas confederadas, obligándolas a capitular finalmente. Esto se logró mediante una serie constante de victorias de la Unión en batallas importantes, interrumpidas por una sola derrota, que tuvo lugar en Chickamauga.